# Mistrzostwa Świata w Snowboardzie 2013 − snowcross mężczyzn
Mężczyźni w piątej konkurencji snowboardowej rywalizowali o mistrzostwo świata 25 stycznia w Stoneham na trasie o nazwie Stoneham #2. Mistrzostwo świata sprzed dwóch lat obronił Australijczyk Alex Pullin, wicemistrzem został Austriak Markus Schairer. Zaś trzecie miejsce zajął Norweg Stian Sivertzen.

## Wyniki

### Kwalifikacje
| Pozycja                                                                                  | Nr  | Zawodnik             | Państwo          | Zjazd 1     | Zjazd 2     | Najlepszy   | Uwagi |     |
| ---------------------------------------------------------------------------------------- | --- | -------------------- | ---------------- | ----------- | ----------- | ----------- | ----- | --- |
| 1                                                                                        | 64  | Alex Pullin          | Australia        | 1:02.15 min |             | 1:02.15 min | Q     |     |
| 2                                                                                        | 55  | Markus Schairer      | Austria          | 1:02.16 min |             | 1:02.16 min | Q     |     |
| 3                                                                                        | 53  | Lluís Marín Tarroch  | Andora           | 1:02.36 min |             | 1:02.36 min | Q     |     |
| 4                                                                                        | 59  | Christopher Robanske | Kanada           | 1:02.41 min |             | 1:02.41 min | Q     |     |
| 5                                                                                        | 63  | Nick Baumgartner     | USA              | 1:02.61 min |             | 1:02.61 min | Q     |     |
| 6                                                                                        | 69  | Robert Fagan         | Kanada           | 1:03.25 min |             | 1:03.25 min | Q     |     |
| 7                                                                                        | 71  | Kevin Hill           | Kanada           | 1:03.48 min |             | 1:03.48 min | Q     |     |
| 8                                                                                        | 57  | Stian Sivertzen      | Norwegia         | 1:03.53 min |             | 1:03.53 min | Q     |     |
| 9                                                                                        | 54  | Nikołaj Olunin       | Rosja            | 1:03.57 min |             | 1:03.57 min | Q     |     |
| 10                                                                                       | 66  | Luca Matteotti       | Włochy           | 1:03.87 min |             | 1:03.87 min | Q     |     |
| 11                                                                                       | 72  | Anton Lindfors       | Finlandia        | 1:03.90 min |             | 1:03.90 min | Q     |     |
| 12                                                                                       | 50  | Emanuel Perathoner   | Włochy           | 1:04.01 min |             | 1:04.01 min | Q     |     |
| 13                                                                                       | 70  | Cameron Bolton       | Australia        | 1:04.14 min |             | 1:04.14 min | Q     |     |
| 14                                                                                       | 60  | Seth Wescott         | USA              | 1:04.14 min |             | 1:04.14 min | Q     |     |
| 15                                                                                       | 49  | Omar Visintin        | Włochy           | 1:04.31 min |             | 1:04.31 min | Q     |     |
| 16                                                                                       | 67  | Lucas Eguibar        | Hiszpania        | 1:04.45 min |             | 1:04.45 min | Q     |     |
| 17                                                                                       | 62  | Andriej Bołdykow     | Rosja            | 1:04.54 min |             | 1:04.54 min | Q     |     |
| 18                                                                                       | 58  | Jonathan Cheever     | USA              | 1:04.73 min |             | 1:04.73 min | Q     |     |
| 19                                                                                       | 68  | Alessandro Haemmerle | Austria          | 1:04.75 min |             | 1:04.75 min | Q     |     |
| 20                                                                                       | 77  | Jarryd Hughes        | Australia        | 1:04.84 min |             | 1:04.83 min | Q     |     |
| 21                                                                                       | 51  | Konstantin Schad     | Niemcy           | 1:04.84 min |             | 1:04.84 min | Q     |     |
| 22                                                                                       | 73  | Tommaso Leoni        | Włochy           | 1:04.90 min |             | 1:04.90 min | Q     |     |
| 23                                                                                       | 56  | Pierre Vaultier      | Francja          | 1:05.11 min |             | 1:05.11 min | Q     |     |
| 24                                                                                       | 84  | Jake Holden          | Kanada           | 1:05.14 min |             | 1:05.14 min | Q     |     |
| 25                                                                                       | 104 | Christian Ruud Myhre | Norwegia         | 1:13.28 min | 1:05.12 min | 1:05.12 min | Q     |     |
| 26                                                                                       | 52  | Tony Ramoin          | Francja          | 1:05.21 min | 1:07.16 min | 1:05.21 min | Q     |     |
| 27                                                                                       | 85  | Michal Novotný       | Czechy           | 1:05.27 min | 1:07.90 min | 1:05.27 min | Q     |     |
| 28                                                                                       | 83  | Cleve Johnson        | Holandia         | 1:05.62 min | 1:06.43 min | 1:05.62 min | Q     |     |
| 29                                                                                       | 61  | Mateusz Ligocki      | Polska           | 1:05.62 min | DSQ         | 1:05.62 min | Q     |     |
| 30                                                                                       | 65  | Hagen Kearney        | USA              | 1:05.66 min | 1:06.46 min | 1:05.66 min | Q     |     |
| 31                                                                                       | 78  | Michael Haemmerle    | Austria          | 1:06.65 min | 1:05.91 min | 1:05.91 min | Q     |     |
| 32                                                                                       | 74  | Maciej Jodko         | Polska           | 1:06.28 min | 1:07.82 min | 1:06.28 min | Q     |     |
| 33                                                                                       | 76  | Tim Watter           | Szwajcaria       | 1:06.35 min | 1:09.88 min | 1:06.35 min | Q     |     |
| 34                                                                                       | 91  | Emil Novak           | Czechy           | 1:06.51 min | 1:07.70 min | 1:06.51 min | Q     |     |
| 35                                                                                       | 82  | Paul-Henri de Le Rue | Francja          | 1:06.73 min | 1:09.11 min | 1:06.73 min | Q     |     |
| 36                                                                                       | 89  | Shinya Momono        | Japonia          | 1:06.84 min | DSQ         | 1:06.84 min | Q     |     |
| 37                                                                                       | 96  | Thomas Bankes        | Wielka Brytania  | 1:09.35 min | 1:06.89 min | 1:06.89 min | Q     |     |
| 38                                                                                       | 86  | Jussi Taka           | Finlandia        | 1:06.90 min | 1:10.44 min | 1:06.90 min | Q     |     |
| 39                                                                                       | 80  | Rok Rogelj           | Słowenia         | 1:07.17 min | 1:07.00 min | 1:07.00 min | Q     |     |
| 40                                                                                       | 81  | David Bakeš          | Czechy           | 1:07.03 min | 1:09.02 min | 1:07.03 min | Q     |     |
| 41                                                                                       | 87  | Daniił Dilman        | Rosja            | 1:07.31 min | 1:11.02 min | 1:07.31 min | Q     |     |
| 42                                                                                       | 98  | Folger Forsen        | Szwecja          | 1:10.90 min | 1:07.71 min | 1:07.71 min | Q     |     |
| 43                                                                                       | 88  | Regino Hernández     | Hiszpania        | 1:07.74 min | 1:08.77 min | 1:07.74 min | Q     |     |
| 44                                                                                       | 95  | Steven Williams      | Argentyna        | 1:08.88 min | 1:07.74 min | 1:07.74 min | Q     |     |
| 45                                                                                       | 97  | Simon White          | Argentyna        | DSQ         | 1:07.89 min | 1:07.89 min | Q     |     |
| 46                                                                                       | 79  | Anton Kopriwitsa     | Rosja            | 1:07.94 min | 1:11.21 min | 1:07.94 min | Q     |     |
| 47                                                                                       | 90  | James Marvin         | Szwajcaria       | 1:11.38 min | 1:08.29 min | 1:08.29 min | Q     |     |
| 48                                                                                       | 93  | Laro Herrero         | Hiszpania        | 1:08.56 min | 1:11.51 min | 1:08.56 min | Q     |     |
| 49                                                                                       | 75  | Andy Fischer         | Australia        | 1:09.12 min | 1:12.30 min | 1:09.12 min |       |     |
| 50                                                                                       | 92  | Alexis Tsokos        | Grecja           | 1:09.49 min | 1:09.99 min | 1:09.49 min |       |     |
| 51                                                                                       | 100 | Franco Ruffini       | Argentyna        | 1:10.26 min | DNF         | 1:10.26 min |       |     |
| 52                                                                                       | 106 | Myles McNeany        | Wielka Brytania  | 1:10.59 min | 1:22.38 min | 1:10.59 min |       |     |
| 53                                                                                       | 105 | Kequyen Lam          | Portugalia       | 1:10.64 min | 1:17.69 min | 1:10.64 min |       |     |
| 54                                                                                       | 94  | Cody Logan           | Nowa Zelandia    | 1:10.84 min | 1:12.26 min | 1:10.84 min |       |     |
| 55                                                                                       | 102 | Jakub Flejsar        | Czechy           | DNF         | 1:12.16 min | 1:12.16 min |       |     |
| 56                                                                                       | 101 | Ivar Kruusenberg     | Estonia          | DSQ         | 1:15.11 min | 1:15.11 min |       |     |
| 57                                                                                       | 99  | Geza Kinda           | Rumunia          | 1:16.61 min | 1:36.26 min | 1:16.61 min |       |     |
| 58                                                                                       | 108 | Richard Rakoczy      | Słowacja         | 1:20.84 min | 1:19.92 min | 1:19.92 min |       |     |
| 59                                                                                       | 103 | Woo Jin-yong         | Korea Południowa | DNF         | 1:26.82 min | 1:26.82 min |       |     |
| 60                                                                                       | 110 | Yannis Roy           | Haiti            | 1:56.81 min | 1:53.50 min | 1:53.50 min |       |     |
| 61                                                                                       | 109 | Tadas Malinauskas    | Litwa            | DNF         | DNS         |             |       |     |
| 62                                                                                       | 111 | Anastassios Zarkadas | Grecja           | DNS         | DNS         | DNS         | DNS   | DNS |
| 63                                                                                       | 107 | Andrei Subran        | Rumunia          | DNS         | DNS         | DNS         | DNS   | DNS |
| DNF – nie ukończył DNS – nie wystartował DSQ – zdyskwalifikowany Q – awans do 1/8 finału |     |                      |                  |             |             |             |       |     |

## Faza Finałowa

### 1/8 Finału
| Pozycja | Nr | Zawodnik         | Państwo    | Uwagi |
| ------- | -- | ---------------- | ---------- | ----- |
| 1       | 1  | Alex Pullin      | Australia  | Q     |
| 2       | 33 | Tim Watter       | Szwajcaria | Q     |
| 3       | 17 | Andriej Bołdykow | Rosja      | Q     |
| 4       | 32 | Maciej Jodko     | Polska     |       |
| 5       | 16 | Lucas Eguibar    | Hiszpania  |       |
| 6       | 48 | Laro Herrero     | Hiszpania  |       |

| Pozycja | Nr | Zawodnik             | Państwo  | Uwagi |
| ------- | -- | -------------------- | -------- | ----- |
| 1       | 9  | Nikołaj Olunin       | Rosja    | Q     |
| 2       | 8  | Stian Sivertzen      | Norwegia | Q     |
| 3       | 24 | Jake Holden          | Kanada   | Q     |
| 4       | 40 | David Bakeš          | Czechy   |       |
| 5       | 25 | Christian Ruud Myhre | Norwegia |       |
| 6       | 41 | Daniił Dilman        | Rosja    |       |

| Pozycja | Nr | Zawodnik           | Państwo         | Uwagi |
| ------- | -- | ------------------ | --------------- | ----- |
| 1       | 5  | Nick Baumgartner   | USA             | Q     |
| 2       | 12 | Emanuel Perathoner | Włochy          | Q     |
| 3       | 28 | Cleve Johnson      | Holandia        | Q     |
| 4       | 21 | Konstantin Schad   | Niemcy          |       |
| 5       | 44 | Steven Williams    | Argentyna       |       |
| 6       | 37 | Thomas Bankes      | Wielka Brytania |       |

| Pozycja | Nr | Zawodnik             | Państwo   | Uwagi |
| ------- | -- | -------------------- | --------- | ----- |
| 1       | 4  | Christopher Robanske | Kanada    | Q     |
| 2       | 20 | Jarryd Hughes        | Australia | Q     |
| 3       | 29 | Mateusz Ligocki      | Polska    | Q     |
| 4       | 36 | Shinya Momono        | Japonia   |       |
| 5       | 45 | Simon White          | Argentyna |       |
| 6       | 13 | Cameron Bolton       | Australia |       |

| Pozycja | Nr | Zawodnik             | Państwo           | Uwagi |
| ------- | -- | -------------------- | ----------------- | ----- |
| 1       | 3  | Lluís Marín Tarroch  | Andora            | Q     |
| 2       | 30 | Hagen Kearney        | Stany Zjednoczone | Q     |
| 3       | 19 | Alessandro Haemmerle | Austria           | Q     |
| 4       | 14 | Seth Wescott         | Stany Zjednoczone |       |
| 5       | 35 | Paul-Henri de Le Rue | Francja           |       |
| 6       | 46 | Anton Kopriwitsa     | Rosja             |       |

| Pozycja | Nr | Zawodnik         | Państwo   | Uwagi |
| ------- | -- | ---------------- | --------- | ----- |
| 1       | 6  | Robert Fagan     | Kanada    | Q     |
| 2       | 11 | Anton Lindfors   | Finlandia | Q     |
| 3       | 22 | Tommaso Leoni    | Włochy    | Q     |
| 4       | 38 | Jussi Taka       | Finlandia |       |
| 5       | 43 | Regino Hernández | Hiszpania |       |
| 6       | 27 | Michal Novotný   | Czechy    |       |

| Pozycja | Nr | Zawodnik        | Państwo  | Uwagi |
| ------- | -- | --------------- | -------- | ----- |
| 1       | 23 | Pierre Vaultier | Francja  | Q     |
| 2       | 10 | Luca Matteotti  | Włochy   | Q     |
| 3       | 26 | Tony Ramoin     | Francja  | Q     |
| 4       | 42 | Folger Forsen   | Szwecja  |       |
| 5       | 7  | Kevin Hill      | Kanada   |       |
| 6       | 39 | Rok Rogelj      | Słowenia |       |

| Pozycja | Nr | Zawodnik          | Państwo           | Uwagi |
| ------- | -- | ----------------- | ----------------- | ----- |
| 1       | 2  | Markus Schairer   | Austria           | Q     |
| 2       | 15 | Omar Visintin     | Włochy            | Q     |
| 3       | 34 | Emil Novak        | Czechy            | Q     |
| 4       | 31 | Michael Haemmerle | Austria           |       |
| 5       | 18 | Jonathan Cheever  | Stany Zjednoczone |       |
| 6       | 47 | James Marvin      | Szwajcaria        |       |

## Ćwierćfinały
| Pozycja | Nr | Zawodnik         | Państwo   | Uwagi |
| ------- | -- | ---------------- | --------- | ----- |
| 1       | 1  | Alex Pullin      | Australia | Q     |
| 2       | 8  | Stian Sivertzen  | Norwegia  | Q     |
| 3       | 17 | Andriej Bołdykow | Rosja     | Q     |
| 4       | 16 | Lucas Eguibar    | Hiszpania |       |
| 5       | 9  | Nikołaj Olunin   | Rosja     |       |
| 6       | 24 | Jake Holden      | Kanada    |       |

| Pozycja | Nr | Zawodnik             | Państwo   | Uwagi |
| ------- | -- | -------------------- | --------- | ----- |
| 1       | 4  | Christopher Robanske | Kanada    | Q     |
| 2       | 5  | Nick Baumgartner     | USA       | Q     |
| 3       | 20 | Jarryd Hughes        | Australia | Q     |
| 4       | 29 | Mateusz Ligocki      | Polska    |       |
| 5       | 28 | Cleve Johnson        | Holandia  |       |
| 6       | 12 | Emanuel Perathoner   | Włochy    |       |

| Pozycja | Nr | Zawodnik             | Państwo           | Uwagi |
| ------- | -- | -------------------- | ----------------- | ----- |
| 1       | 19 | Alessandro Haemmerle | Austria           | Q     |
| 2       | 6  | Robert Fagan         | Kanada            | Q     |
| 3       | 11 | Anton Lindfors       | Finlandia         | Q     |
| 4       | 22 | Tommaso Leoni        | Włochy            |       |
| 5       | 30 | Hagen Kearney        | Stany Zjednoczone |       |
| 6       | 3  | Lluís Marín Tarroch  | Andora            |       |

| Pozycja | Nr | Zawodnik        | Państwo | Uwagi |
| ------- | -- | --------------- | ------- | ----- |
| 1       | 2  | Markus Schairer | Austria | Q     |
| 2       | 23 | Pierre Vaultier | Francja | Q     |
| 3       | 26 | Tony Ramoin     | Francja | Q     |
| 4       | 34 | Emil Novak      | Czechy  |       |
| 5       | 10 | Luca Matteotti  | Włochy  |       |
| 6       | 15 | Omar Visintin   | Włochy  |       |

## Półfinały
| Pozycja | Nr | Zawodnik             | Państwo   | Uwagi |
| ------- | -- | -------------------- | --------- | ----- |
| 1       | 1  | Alex Pullin          | Australia | QF    |
| 2       | 8  | Stian Sivertzen      | Norwegia  | QF    |
| 3       | 17 | Andriej Bołdykow     | Rosja     | QF    |
| 4       | 20 | Jarryd Hughes        | Australia | QSF   |
| 5       | 4  | Christopher Robanske | Kanada    | QSF   |
| 6       | 5  | Nick Baumgartner     | USA       | QSF   |

| Pozycja | Nr | Zawodnik             | Państwo   | Uwagi |
| ------- | -- | -------------------- | --------- | ----- |
| 1       | 2  | Markus Schairer      | Austria   | QF    |
| 2       | 23 | Pierre Vaultier      | Francja   | QF    |
| 3       | 19 | Alessandro Haemmerle | Austria   | QF    |
| 4       | 26 | Tony Ramoin          | Francja   | QSF   |
| 5       | 11 | Anton Lindfors       | Finlandia | QSF   |
| 6       | 6  | Robert Fagan         | Kanada    | QSF   |

## Finały
Mały Finał
| Pozycja | Nr | Zawodnik             | Państwo   |
| ------- | -- | -------------------- | --------- |
| 7       | 5  | Nick Baumgartner     | USA       |
| 8       | 6  | Robert Fagan         | Kanada    |
| 9       | 26 | Tony Ramoin          | Francja   |
| 10      | 11 | Anton Lindfors       | Finlandia |
| 11      | 20 | Jarryd Hughes        | Australia |
| 12      | 4  | Christopher Robanske | Kanada    |

Finał
| Pozycja | Nr | Zawodnik             | Państwo   |
| ------- | -- | -------------------- | --------- |
|         | 1  | Alex Pullin          | Australia |
|         | 2  | Markus Schairer      | Austria   |
|         | 8  | Stian Sivertzen      | Norwegia  |
| 4       | 23 | Pierre Vaultier      | Francja   |
| 5       | 17 | Andriej Bołdykow     | Rosja     |
| 6       | 19 | Alessandro Haemmerle | Austria   |